# Киселёва, Валерия Сергеевна
Валерия Сергеевна Киселёва (1916 — 30 августа 2000, Ленинград) — советская актриса театра кукол, народная артистка РСФСР (1969).

## Биография
Валерия Сергеевна Киселёва родилась в 1916 году. В 15 лет начала играть в пионерском Театре рабочей молодёжи (ТРАМ) в Ленинграде. Училась в Ленинградском техникуме сценических искусств (педагог Б. М. Дмоховский). После техникума работала в литературно-драматическом ансамбле, а потом и драматическом театре под руководством В. В. Эренберга. 
Во время Великой Отечественной войны, находясь в эвакуации в Сибири, встретилась с коллективом, руководимым директором и художественным руководителем Ленинградского театра кукол С. H. Шапиро, и вместе с кукольниками стала выступать в концертных программах, читая стихи, прозу. Так, с 1942 года до конца жизни служила в Большом театре кукол в Ленинграде. За 60 лет театральной деятельности сыграла более ста ролей на сцене, на радио и на телевидении. В 1969 году стала первой актрисой театра кукол, удостоенной звания народной артистки РСФСР.
«Это лучшая крупнейшая актриса российского кукольного театра. Количество разноплановых ролей, сыгранных Валерией Сергеевной Киселёвой, огромно... Все возрасты покорны ей... Она может играть все женские характеры: от четырёхлетней девочки до девяностолетней старухи...» (Александр Белинский)
Умерла 30 августа 2000 года.

## Награды и премии
- Заслуженная артистка РСФСР (22.12.1953).
- Народная артистка РСФСР (1969).
- Орден «Знак Почёта» (1957).

## Работы в театре кукол
- «Аленький цветочек» по сказке С. Т. Аксакова — Капа (первая роль в театре кукол)
- «Прелестная Галатея» — Галатея
- «Ловите миг удачи» (мюзикл) — Лаура и Мурка
- «Конёк-Горбунок» П. Ершова — Иван
- «Руслан и Людмила» — Людмила
- «Сказка о царе Салтане» — Царевна-Лебедь
- «Аладдин и волшебная лампа» — царевна Будур
- «Дюймовочка» — Дюймовочка
- «Двенадцать стульев» — Мадам Грицацуева
- «Этим вечером случилось» — Сурмилова
- «Похождения солдата Швейка» — Кэти
- «Несусветная комедия» Т. М. Плавта — Домина
- «Клоп» В. Маяковского» — Мадам Ренессанс
- «Мальчиш-Кибальчиш» А. Гайдара — Мальчиш-Кибальчиш
- «Приключения Пифа» — Нестор
- «Снегуркина школа» — Волчонок
- «Кот в сапогах» — Министр

## Фильмография
- 1963 — В ответ на ваше письмо (документальный)

### Озвучивание
- 1965 — Тяпа, Ляпа и Жаконя (телеспектакль)
- 1968 — Винни Пух и Все все все... (телеспектакль) — Пятачок, Кристофер Робин
- 1971 — Март и его хлеб (мультфильм)
- 1972 — Тяп и Мика (мультфильм)
- 1973 — Самый учёный заяц (мультфильм)
- 1974 — Девочка и лев (мультфильм)
- 1974 — День рождения (мультфильм)
- 1974 — Сказка начинается (мультфильм)
- 1975 — Эх, ты, Тишка, Тишка... (мультфильм)
- 1982 — Потя и Потиха (мультфильм)
- 1983 — Капризка (мультфильм)
- 1984 — Верешок (мультфильм)
- 1985 — Замочек с секретом (мультфильм)
- 1989 — Про Ксюшу и Компьюшу (мультфильм)